# Izi Stivens
Izabel "Izi" Ketrin Stivens je izmišljeni lik u seriji "Uvod u anatomiju". Lik  tumači glumica Ketrin Hajgl, a izmišljen je od strane Šonde Rajms. Izi radi u bolnici "Sijetl grejs" kao hirurški stažista i kasnije specijalizant, sa pričama koje su fokusirane na njene odnose sa kolegama Meredit Grej, Kristinom Jang, Džordž O'Malijem i Aleksom Karevom. Počela je da sumnja u svoju medicinsku karijeru posle smrti njenog verenika Denija Duketa, ali se vratila u hirurški program kada je donirala svojih 8.7 miliona američkih dolara koje je nasledila od Denija da bi se napravila besplatna klinika pored bolnice. Ketrin je odbila da bude nominovana za Emi nagradu, govoreći kako nije imala dovoljno materijala za svoju ulogu. Posle dosta spekulacija u medijama da će u petoj sezoni ubiti njen lik, Izi je dijagnozirana melanom. Udala se za Aleksa u stotoj epizodi serije, i kasnije, posle uklanjanja njenog tumora, ne zna se da li će preživeti.